# Telmatoscopus jeanneae
Telmatoscopus jeanneae är en tvåvingeart som beskrevs av Quate 1955. Telmatoscopus jeanneae ingår i släktet Telmatoscopus och familjen fjärilsmyggor. Inga underarter finns listade i Catalogue of Life.